# 闲中录
《闲中录》，又作《恨中录》，《闲中慢录》是朝鲜英祖次子思悼世子嫔，正祖母亲惠庆宫洪氏（献敬王后）所著自传体回忆录:1345-1346，被称为朝鲜宫廷纪实散文的白眉之作，有14个韩文笔写本和1个汉文本。汉文本书名为《泣血录》:1345-1352。《闲中录》与《癸丑日记》和《仁显王后传》一起被称为朝鲜宫廷文学三大散文代表作:1334，也有人将其与《癸丑日记》称为朝鲜宫廷文学的双壁。这部作品也是研究朝鲜宫廷政治、党争、以及统治阶级的语言文化的重要史料:1352。
1795年，年过花甲三年的惠庆宫洪氏受侄子洪守荣的委托，开始执笔《闲中录》。《闲中录》由四部分组成，其它三部分分别于1801年、1802年和1805年完成:1346。第一部记述的洪氏的出身，以及她从小入宫，后被封为王世子嫔的宫中生活。第二和第三部分以和缓翁主（郑妻）为线索展开，主要在辯述叔父洪麟漢與弟弟洪樂任的冤屈。正祖即位后，惠庆宫作为正祖的母亲境况得到改善，但在他人的诬陷下，正祖却在其面前惩罚了外祖父一家。正祖后悔过，但在为外祖父洪凤汉的文集写序文时去世。之后，年幼的纯祖即位，英祖的继妃贞纯王后垂帘听政，独揽大权，继续迫害惠慶宮一家:1348-1349。
最重要的第四部日记在1805年写成，完整的收录了真相不明的神秘历史事件“壬午狱祸”的前因后果。思悼世子之死一直是历史悬案，《朝鲜王朝实录》中的《英祖实录》，也被删除了部分真相。惠庆宫在该日记里立下血誓，指思悼世子是因为患有严重的忧郁症，屡屡犯错，以至威胁到整个朝鲜王朝的存亡，英祖大王才在迫不得已的情形下将其赐死。她说：“最初先王殿下（指英祖大王）的确不爱护关心（思悼）世子，但最终，他实在是迫於无奈，才做了那样的决定。至於思悼世子，虽然他胸襟开阔，生性仁厚，可是他的确疯了，而且无可救药。为了国家的存亡，只好牺牲他。今人无论是一味地谴责先王殿下，或坚称世子没病，将造成壬午狱祸的罪责加诸在前朝大臣身上，都不过是在歪曲事实。而且这对先王殿下（英祖大王）、思悼世子，还有先王（正祖大王）来说，都是一种不公平的侮辱。”
惠庆宫洪氏之所以写下这章回忆录，目的无非是要让年幼的孙子纯祖大王了解这个带来严重後果的宫廷忌讳。《恨中录》如此记载：“特别是，那件事的主角是他的亲祖父。纯祖就算有心想要知道，无奈先王，他的父亲，却由於太过悲伤而无法亲自向儿子叙述任何相关的实情。而当今世上，又有谁有这个胆量及资格去向纯祖叙说那件事的来龙去脉？又有谁能够完全知悉那些不为人知的内幕？如果有一天连我也走了，便再也没有第二个知情者，而从此纯祖也再不可能知道真相了”。
《恨中录》流传了二百多年，它是尊贵无比的王室女性长辈所留下的第一手的宫廷实录。这部书曾经是明成皇后失宠时，在冷宫排遣寂寞看的典籍。在朝鲜王朝後期，即便是不识字的宫女，在王宫中都听过年长的尚宫转述过其中的故事。

## 可供阅读的版本
韩文版：
- 한중록；1939年，李秉歧注解，文章社出版

英文版：
- Han Joongnok: Reminiscences in retirement；1980年，翻译 Bruce K. Grant, B. Kim Chin-nam，纽约Larchwood Pubs 出版
- The Memoirs of Lady Hyegyong: The Autobiographical Writings of a Crown Princess of Eighteenth-Century Korea；1996年，翻译Jahyun Kim Haboush，加州柏克莱大学出版

延伸小说：
- The Red Queen；2004年，Margaret Drabble 著作，Houghton Mifflin Harcourt出版